# 고려대학교 병설 보건대학
고려대학교 병설 보건대학(高麗大學校 倂設 保健大學, Korea University Junior College of Health Sciences)은 서울특별시 성북구의 고려대학교의 학교로, 보건과학분야를 전문대학이었다.

## 연혁
- 1963년 1월: 수도의과대학 병설 의학기술초급대학 설립 (서울시 종로구 명륜동 2가 4)
- 1966년 12월: 우석학원과 국학대학 합병으로 우석대학교 병설 의학기술초급대학으로 교명 변경
- 1971년 12월: 고려중앙학원과 우석학원 합병으로 고려대학교 병설 의학기술초급대학으로 교명 변경
- 1975년 3월: 캠퍼스 이전 (종로구 명륜동 2가 4 → 성북구 정릉동 산 1)
- 1979년 3월: 고려대학교 병설 보건전문대학으로 교명 변경
- 1998년 5월: 고려대학교 병설 보건대학으로 교명 변경
- 2005년 10월: 교육부 통합 신청 승인 (고려대학교+고려대학교 병설 보건대학)
- 2006년 2월 28일: 고려대학교 병설 보건대학 폐교
- 2006년 3월: 고려대학교 보건과학대학 신설
- 2011년 2월: 고려대학교 병설 보건대학 마지막 졸업
- 2014년 9월: 기존 학과 전면 폐지 및 연구 중심의 4개 학부제로 개편
- 2015년 3월: 고려대학교 안암동 자연계 캠퍼스로 이전 (서울시 성북구 안암로 145 고려대학교 하나과학관)
- 2017년 3월: 고려대학교 대학본부 소속으로 편제 (의무부총장 → 교육부총장)

### 통합 이후
2014년까지 정릉동 고려대학교 정릉 캠퍼스에 위치하고 있었으나, 2015년에 학과 개편과 동시에 안암동 고려대학교 자연계 캠퍼스에 신축한 하나과학관으로 모두 이전하였다. 과거에는 고려중앙학원 산하 '고려대학교 병설 보건대학'이라는 전문대학이었으나, 2005년 교육부가 고려대학교 본교와의 통합을 승인하면서 고려대학교에 보건과학대학이 신설되었다. 단과대학 신설 이후 입학한 2006학년도 신입생부터는 고려대학교 안암 캠퍼스 소속이나, 통합이전에 입학한 병설 보건대학 재학생(05학번 이상)들은 병설 보건대학 학적을 그대로 보유한다.

## 저명한 동문
이민우 우원식 국회의장 보건정책비서관 

## 같이 보기
- 고려대학교 학생 출교 논란